# Stegobolus isidiiferus
Stegobolus isidiiferus är en lavart som först beskrevs av Hale, och fick sitt nu gällande namn av Frisch 2006. Stegobolus isidiiferus ingår i släktet Stegobolus och familjen Thelotremataceae.   Inga underarter finns listade i Catalogue of Life.